# Temple Láng
Le temple Láng (昭禪寺) est un temple bouddhiste du village de Láng, dans le District de Dong Da, à Hanoï, au Viêt Nam. Il est aussi connu sous le nom français de Pagode des Dames. Il vénère le moine Từ Đạo Hạnh et a été construit par l'empereur Lý Anh Tông.

## Galerie

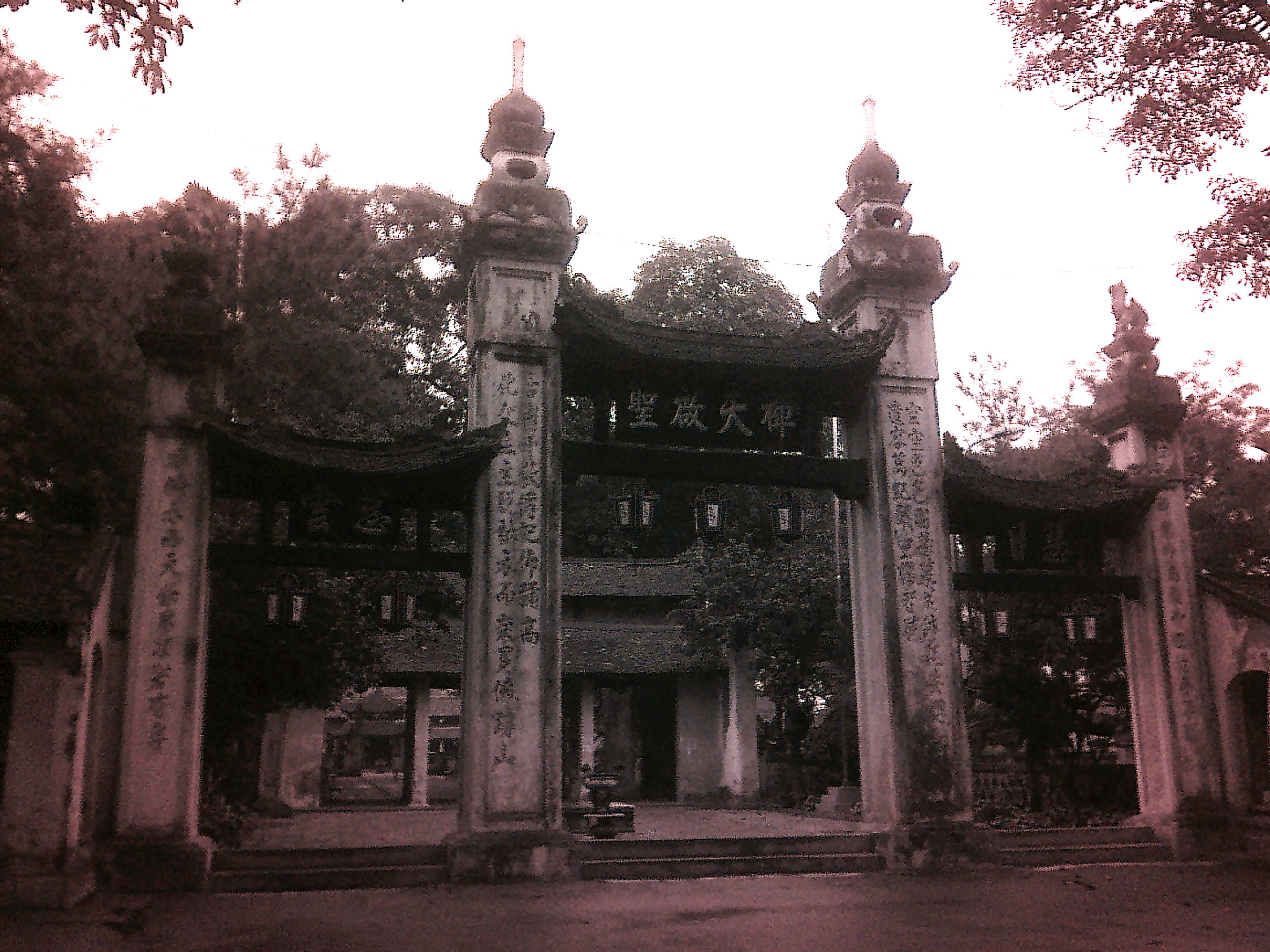
La porte Tam Quan.
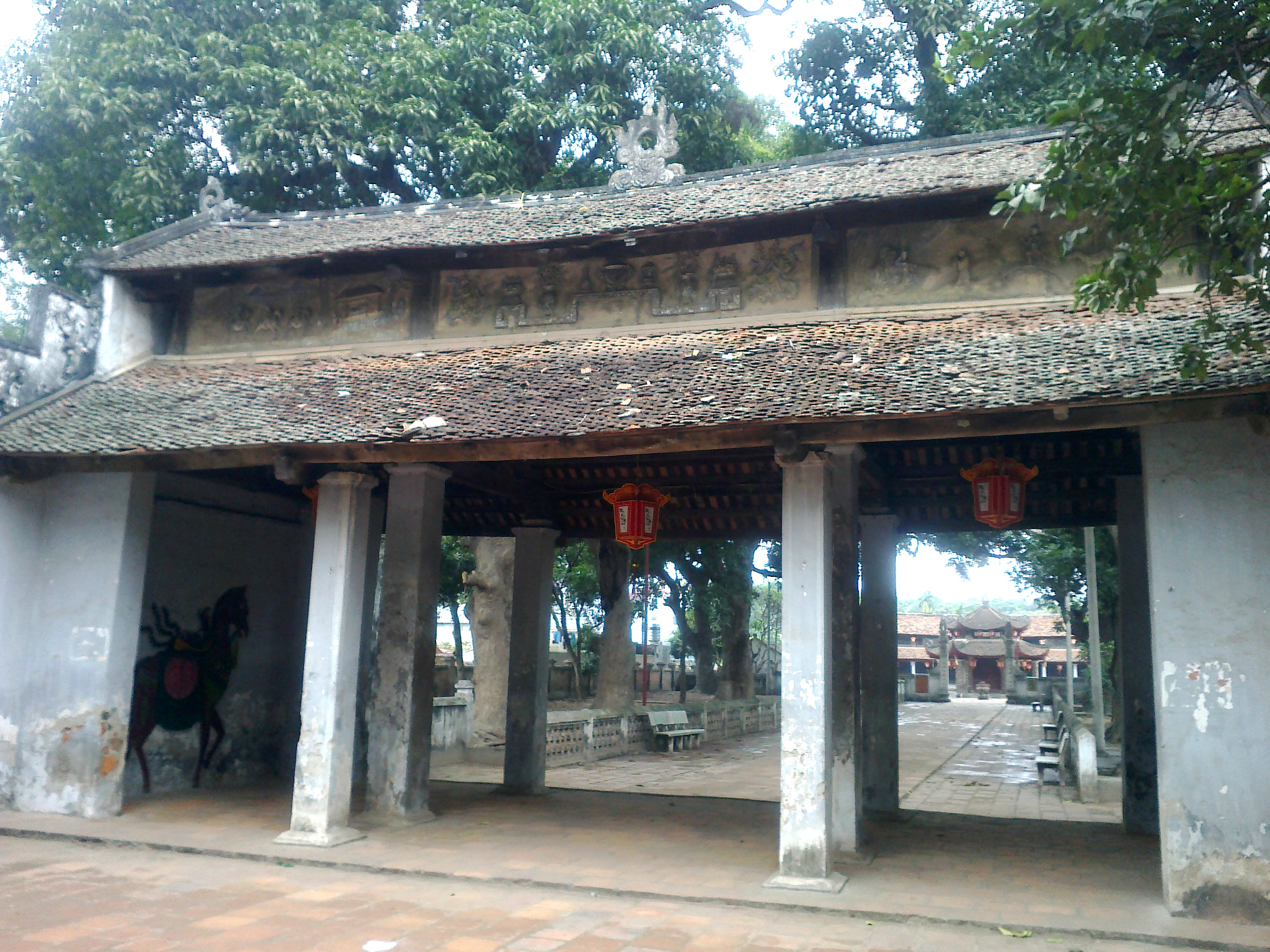
La seconde porte.
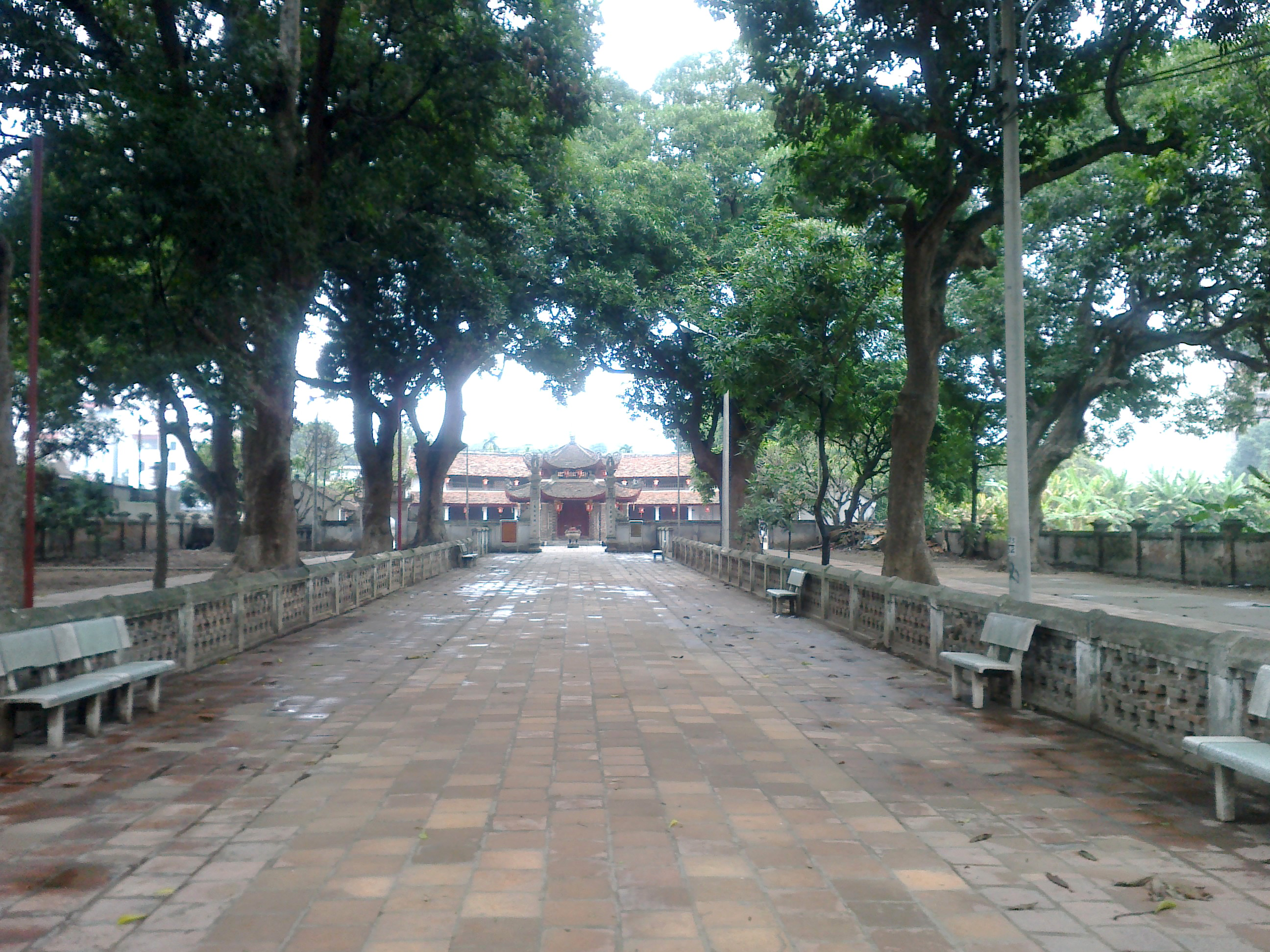
Le chemin de l'entrée et la troisième porte.
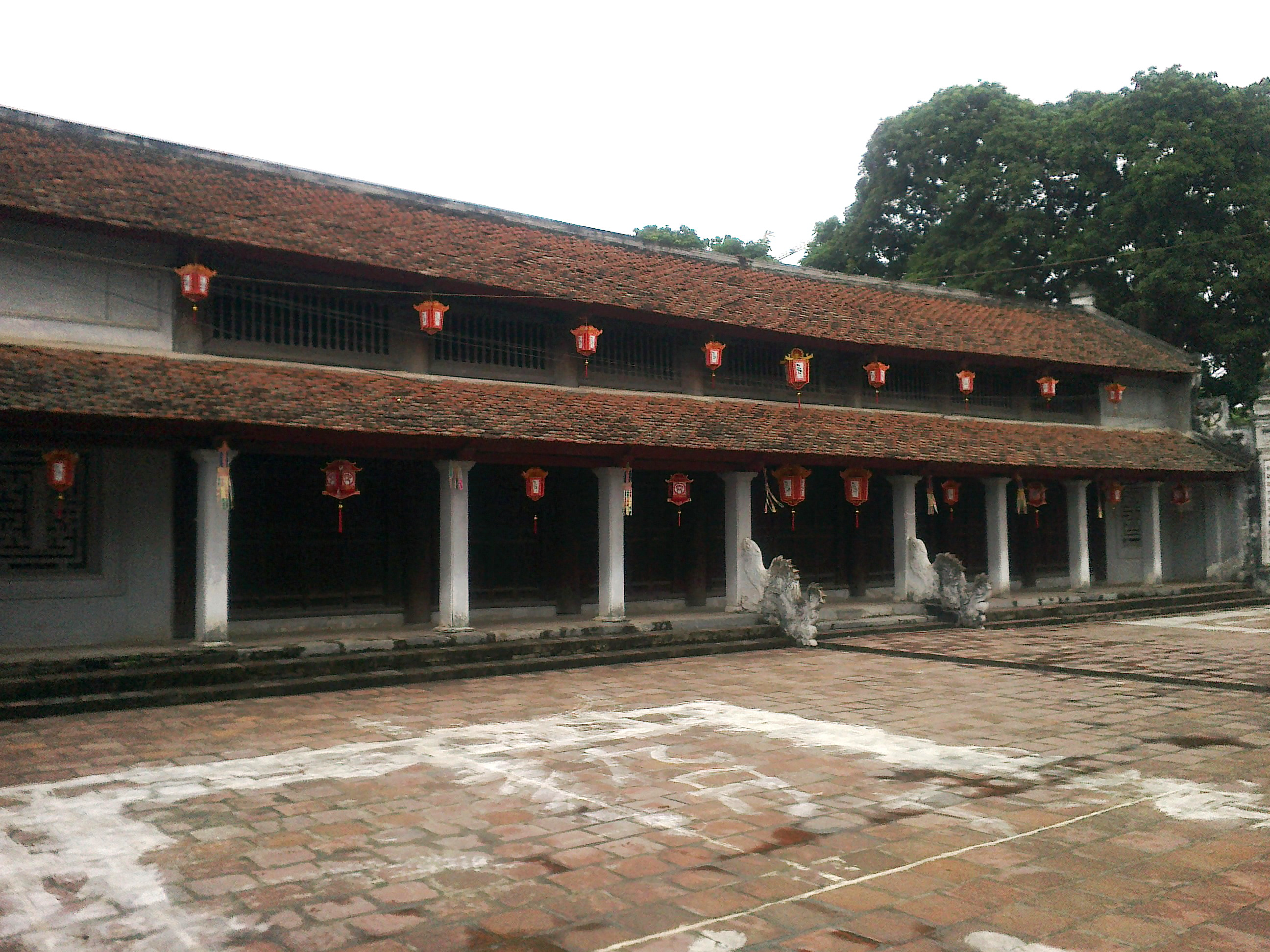
Le hall principal.